# 平和公園 (青森市)
平和公園（へいわこうえん）は青森県青森市にある青森市立の都市公園（近隣公園）。旧国鉄東北本線浦町駅の跡地を利用して公園とした。所在地は青森市勝田2丁目14番地。

## 概要
正面入口は西側にある。西側の池では、白鳥が飼われており、池にかかる橋からは年中白鳥の泳ぐ姿を眺めることが出来る。公園西側には大噴水があり、その北西側には沈床庭園、北東側にはバラ園（アンネのバラ）、南西側には大花壇がある。この大花壇の中央には銅像「天宇受賣命之像」（棟方志功原画、古藤正雄制作）が建てられている。またバラ園の中央側には平和都市宣言記念碑がある。このほか大噴水の北側には棟方志功記念碑や、古藤正雄作の銅像「平和像」がある。
公園中央にはモニュメント「大空のうた」があり、その東側に芝生広場や管理所がある。公園の花壇の整備などは青森市建設技術協会緑と花のまちづくり推進市民協議会などが行っている。付近にはNHK青森放送局、東奥学園高等学校がある。

## 沿革
- 1926年（大正15年）  - 東北本線のルート変更に伴い現在の敷地に浦町駅の2代目駅舎が設置される（初代駅舎は北側の現在の旧線路通上にあった）。
- 1945年（昭和20年） - 青森大空襲の際、青森市民が浦町駅に逃げていったと伝えられる。空襲の避難場所でもあった。
- 1968年（昭和43年） - 東北本線の南方移転[2]（駅廃止）
- 1972年（昭和47年） - 地方自治法施行25周年を記念して国鉄浦町駅跡地に着工[2]。
- 1979年（昭和54年） - 4月、公園完成。
- 1990年（平成2年） - 青森市平和都市宣言碑が建てられる。

## 周辺
この付近は「文化ゾーン」（青森駅から市民美術展示館のあるあたりを通り棟方志功記念館に至るまでの付近）とされている。
- 東奥学園高等学校
- NHK青森放送局
- 青森市民文化ホール
- 棟方志功記念館（2024年3月31日閉館）[3]

## 交通

### バス
- 青森市営バス
  - 桜川・南佃経由小柳線で、｢平和公園前｣バス停下車後、徒歩ですぐ。
  - 本線ほかで、｢文化会館前｣バス停下車後、約500m・約8分

### 車
- 国道4号線から青森市道平和公園通り線に入り、約500m・1分。